# 清华大学集成电路学院

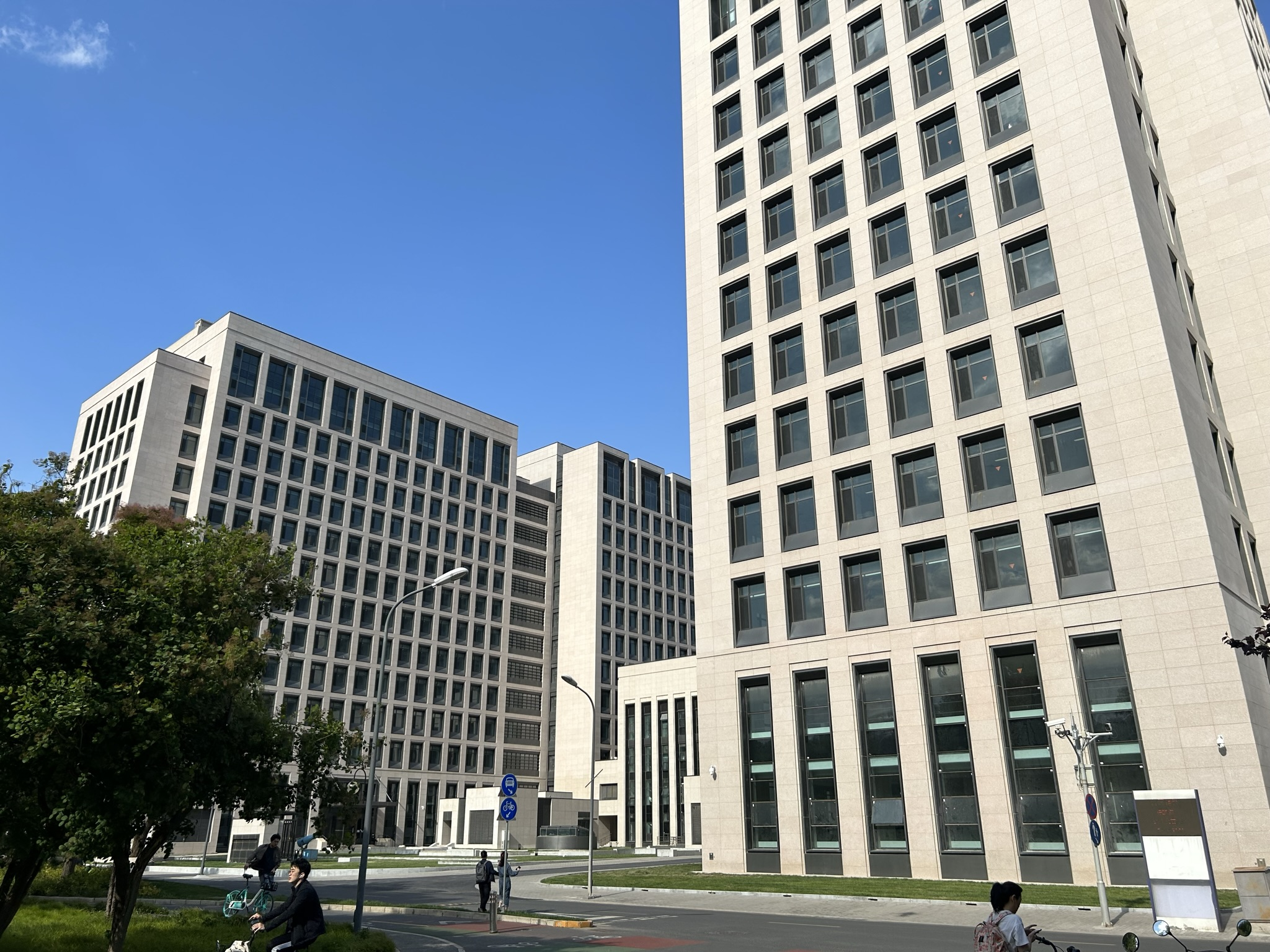
自强科技楼

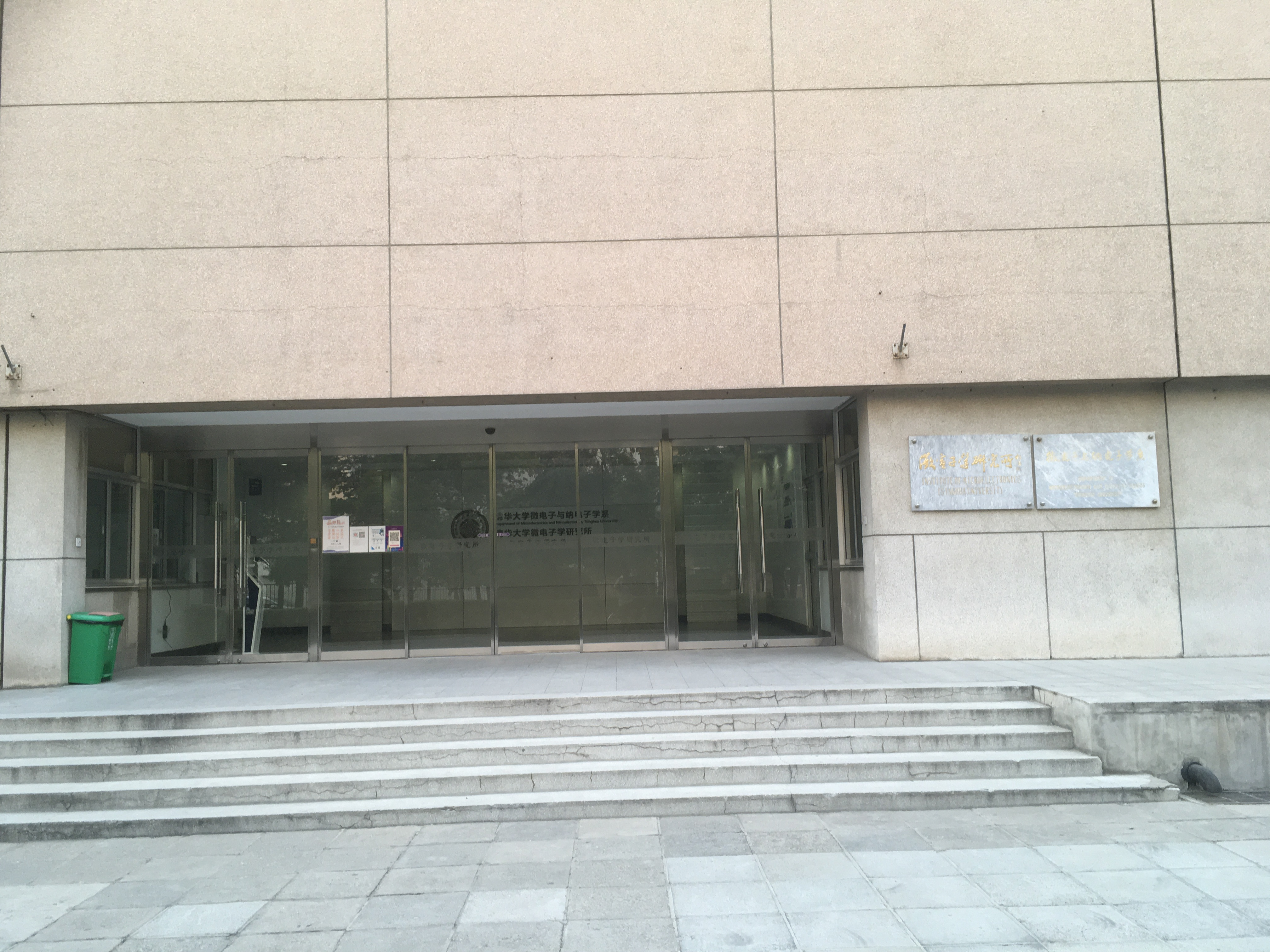
微所實驗樓

清华大学集成电路学院，原稱清华大学微电子与纳电子学系，简称微纳电子系/DMN，是在清华大学微电子学研究所（简称微电子所/ IMETU）基础上成立的系。微电子所和微纳电子系主要要就微纳电子器件、集成电路设计、系统集成技术等领域。

## 历史
- 1980年9月，微电子学研究所成立。
- 2004年3月4日，成立微电子与纳电子学系。经2003～2004学年度第12次校务会议讨论通过，决定成立清华大学微电子与纳电子学系（简称：微纳电子系，英文名称：Department of Microelectronics and Nanoelectronics，Tsinghua University，英文缩写：DMN）。微电子与纳电子学系隶属信息科学技术学院，为教学、科研与学科建设的实体。
- 2021年4月22日，改名為集成電路學院。

## 机构
- 微纳器件与系统研究室
- CAD技术研究室
- 集成电路与系统设计研究室
- 固体器件与集成系统研究室